# My Boss's Daughter
My boss's Daughter är en amerikansk romantisk komedifilm från 2003 i regi av David Zucker, efter manus av David Dorfman.

## Handling
Filmen handlar om den snälla Tom som försöker hjälpa i alla situationer. Han är riktigt tänd på sin chefs dotter Lisa, men när chefen ber honom att vakta hans uggla medan han är borta går allting fel.

## Rollista
| Ashton Kutcher | – Tom Stansfield       |
| Terence Stamp  | – Jack Taylor (chefen) |
| Tara Reid      | – Lisa Taylor          |
| Jeffrey Tambor | – Ken                  |
| Andy Richter   | – Red Taylor           |
| Michael Madsen | – T.J.                 |
| Jon Abrahams   | – Paul                 |
| David Koechner | – Speed                |
| Carmen Electra | – Tina                 |